# Arroyo Verdún
Der Arroyo Verdún, auch als Arroyo de Verdún bezeichnet, ist ein Fluss in Uruguay.
Der Arroyo Verdún entspringt nördlich von Barrio La Coronilla. Er verläuft auf dem Gebiet des Departamentos Lavalleja. Er mündet schließlich linksseitig in den Río Santa Lucía.